# DigiCube
DigiCube Co., Ltd. (яп. 株式会社デジキューブ Кабусикигайся Дэдзикю:бу)) — ныне упразднённая японская компания, основанная 6 февраля 1996 года компанией Square Co., занимающейся разработкой компьютерных игр. Штаб квартира располагалась в Токио. Основная деятельность DigiCube заключалась в распространении продукции Square, в частности, видеоигр и сопутствующей продукции: игрушек, книг и дисков с музыкой. Продукция оптом продавалась дистрибьюторам. DigiCube известна как одна из первых компаний, начавших продавать видеоигры в магазинах товаров повседневного спроса и торговых автоматах в Японии.

## История
На пике своего успеха в 1998 году DigiCube продавала до 8,6 миллионов копий игр, что в среднем составляет 46,8 миллиардов японских иен. 2 февраля 2000 года компанания анонсировала, что со следующего месяца начнёт реализовывать консоли PlayStation 2, а также диски для этой приставки; ожидаемый уровень продаж составлял 100 000 и 400 000 единиц соответственно. Через год, когда отношения между Nintendo и Square Co. улучшились, Digicube также занялась распространением игр для приставки Game Boy.
Однако, в последующие годы уровень продаж начал резко падать. Хотя DigiCube стала принадлежать компании Square Enix, возникшей в результате слияния бывших конкурентов Square и Enix в начале 2003 года, она уже имела около 9,5 миллиардов иен долга. Затем последовало сообщение о том, что выпуск давно ожидаемой игры Final Fantasy XII откладывается до 2004 года (в результате выпуск состоялся только в 2006). 26 ноября 2003 года в Токийском окружном суде было принято решение о ликвидации компании ввиду её банкротства. В результате банкротства DigiCube, Square Enix потеряла 760 миллиардов иен.

## Музыкальные релизы
С 1996 года DigiCube занималась продажей музыкальных дисков с саундтреками игр Square и некоторых других компаний. Последним релизом стал альбом Piano Collections: Final Fantasy VII в 2003 году. Планируемый релиз Front Mission 4 Plus 1st Original Soundtrack был отменён незадолго до упразднения компании. За время своего существования DigiCube выпустила 80 саундтреков к видеоиграм от Square, а также 8 других альбомов.

## Perfect Works
Perfect Works — серия книг о видеоиграх, продававшихся компанией DigiCube. Было издано всего четыре серии книг: первая была посвящена Xenogears и появилась в продаже в октябре 1998 года в Японии. Следующие книги были посвящены SaGa Frontier 2 и Front Mission 3 — их релиз состоялся в 1999 году. Последняя книга по игре The Bouncer была выпущена в 2001 году.
В этих книгах содержались подробные описания событий, связанных с игрой, а также концептуальные рисунки. В частности, книга Xenogears Perfect Works содержала информацию об игровом мире и населяющих его существах, персонажах, географии и исторических событиях.

## Ultimania
Ultimania (яп. アルティマニア Арутиманиа, слияние слов ultimate и mania) — серия руководств по видеоиграм, издававшихся в Японии компанией DigiCube. Хотя наиболее известна Ultimania для игр серии Final Fantasy, издавались руководства для многих других видеоигр Square Enix: серия игр SaGa, Legend of Mana, Chrono Cross, Vagrant Story и Kingdom Hearts. В данных руководствах предоставлялась не только информация, связанная с прохождением, но и комментарии разработчиков, концептуальные рисунки и расширенная информация о сюжете и персонажах. После банкротства DigiCube, другая издательская компания — Studio BentStuff — продолжила издавать руководства Ultimania.